# 岩崎宗茂助
岩崎 宗茂助（いわさき そもすけ、1865年5月6日（慶応元年4月12日）- 1941年（昭和16年）2月23日）は、明治から昭和前期の医師・政治家・実業家。衆議院議員（1期）。

## 経歴
日向国諸県郡志布志郷野井倉村（現・鹿児島県志布志市有明町野井倉）で、岩崎宗之助、ケサヨの長男として生まれる。都城の坂本陽斉から漢方医学を学び、東京医学専門学校済生学舎で学ぶ。1885年（明治18年）第6師団に衛生兵として入隊。1891年（明治24年）に帰郷し志布志村で医師を開業する。日清戦争に衛生兵として出征し、日露戦争にも従軍し陸軍三等軍医となる。
囎唹郡医師会長、鹿児島県産業組合連合会理事、志布志漁業、志布志醸造各 (株) 社長、志布志無尽、志布志倉庫運送各 (株) 取締役を歴任する。
政界では、志布志村会議員、郡会議員、同副議長を務め、1915年（大正4年）鹿児島県会議員に選出された。1920年（大正9年）第14回衆議院議員総選挙において鹿児島7区から立憲政友会公認で立候補して当選し。衆議院議員を1期務めた。1924年（大正13年）の第15回総選挙には立候補しなかった。
1932年（昭和7年）西志布志村会議員に推されて当選し、志布志実科高等女学校の県立移管（志布志高等女学校、現鹿児島県立志布志高等学校）、野井倉開田に尽力した。